# Departamentul Madaoua
Departamentul Madaoua este un departament din  regiunea Tahoua, Niger, cu o populație de 319.374 locuitori (2001).